# Zemun

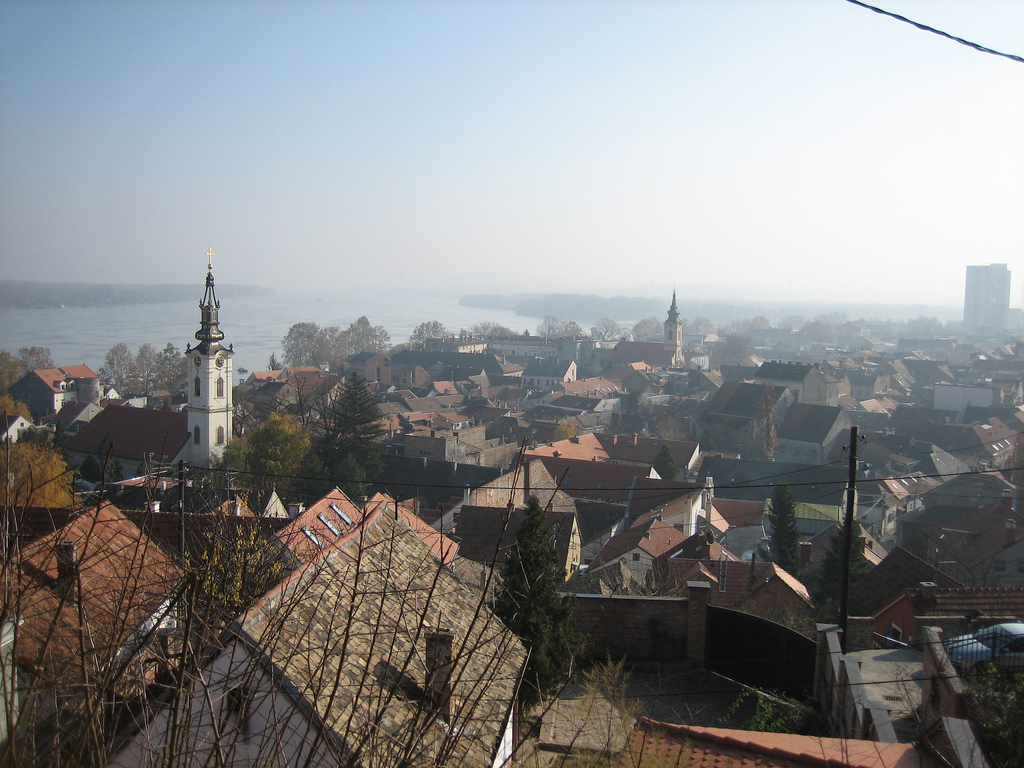
Zemun

Zemun (kyrilliska: Земун) är en stadsdel i Serbiens huvudstad Belgrad med cirka 153 000 invånare.
Zemun ligger på floden Donaus västra strand i sydöstra delen av området Srem. Ett av Serbiens viktigaste industricentrum var fram till 1934 en egen stad. Stadens första namn var Taurunum enligt dokument från 1100-talet.